# Muzeul Viei și Vinului din Hârlău
Muzeul Viei și Vinului este un muzeu din Hârlău a cărui activitate este coordonată de Muzeul Etnografic al Moldovei din Iași. Muzeul prezintă istoriei vinului din podgoriile faimoase din zonă și este singurul muzeu viticol din Moldova.
Muzeul este situat pe Str. Logofăt Tăutu nr. 7, ocupând Casa Tăutu, clădire inclusă pe Lista monumentelor istorice din județul Iași din anul 2004, la numărul 1407, având codul IS-II-m-B-04176.

## Organizarea muzeului
Muzeul din Hârlău este un muzeu al istoriei vinului din podgoriile faimoase din zonă (Vaslui, Rădăuți, Huși, Odobești, Panciu, Botoșani, Hârlău), singurul muzeu viticol din Moldova.
Activitatea muzeului este coordonată de colectivul Muzeului Etnografic al Moldovei din Iași. Din iulie 2006, colecțiile sunt prezentate într-o nou aranjament expozițional.
Muzeul cuprinde zece săli, structurate pe două nivele. Clădirea muzeului (restaurată în 1990) este monument istoric (datează de la sfârșitul secolului al XVII-lea). A aparținut unuia din descendenții logofătului Ioan Tăutu. Între 1875 - 1983 a funcționat ca poștă.
Primele trei săli prezintă legătura dintre vin și momentele importante ale vieții precum botezul, nunta și înmormântarea: o cameră dedicata nașterii pruncilor, o cameră unde este reprezentat ritualul nunții, o cameră dedicată ritualului înmormântării etc. Sunt ilustrate tradițiile și obiceiurile moldovenilor, credințe și superstiții legate de vița de vie. 
În sala a patra este reconstituită atmosfera hanului, cu masă cu picioarele tip capră, o poliță cu măsuri pentru băutură, piese de harnașament, piese de port, traiste și desagi ale călătorilor etc. 
Sala 5 găzduiește un interior tradițional din subzona Hârlău. Mobilierul, țesăturile (majoritatea din satele vecine Hârlăului) și ceramica întregesc în mod fericit interiorul specific acestei zone. 
La subsol se găsește o parte din inventarul unei crame (o mare parte din piese au fost achiziționate dintr-o cramă din județul Vaslui): butoaie, ulcioare, teascuri, zdrobitori, lin, fierbătoare, un răboj pe care țăranul însemna de fiecare dată când scoatea câte o găleată de vin din butoi etc.
O sală este destinată obiectelor care aduc în atenția vizitatorului credințe și superstiții ce înconjurau vița de vie și vinul. Holul de la demisol adăpostește instalații tehnice utilizate la tescuirea strugurilor. 
Nu puteau lipsi și obiecte necesare unor meșteșuguri conexe viticulturii, cum ar fi dogăritul sau olăritul (ceramică smălțuită și nesmălțuită, neagră sau roșie). Vizitatorii pot vedea și reconstituirea unui butnării și a unui atelier de olar dar și obiecte de ceramică neagră de la Poiana Deleni - Iași ce a păstrat multă vreme tradiția preistorică a ceramicii negre din Latene-ul dacic.
Acest muzeu, unic ca tematică în Moldova, organizează constant diverse activități și manifestări.